# Землетрясение на Аляске (2018)
Землетрясение на Аляске 2018 года — крупное землетрясение магнитудой 7,1, произошедшее 30 ноября в 8 часов 29 минуты по местному времени (17:29:28 UTC). Эпицентр находился вблизи от военной базы Эльмендорф-Ричардсон в 16 км к северу от крупнейшего города штата Анкориджа. Гипоцентр находился на глубине 40,9 км. Второй толчок магнитутой 5,7 произошёл через 6 мин в 4,0 км к северо-северо-западу от города.

## Тектоника
Южная Аляска лежит на восточном крае Алеутского жёлоба, где Северо-Американская плита наползает на Тихоокеанскую плиту. Около Анкориджа плиты сдвигаются со скоростью 57 мм в год. В этом регионе уже происходили сильные землетрясения в прошлом, включая мегаземлетрясения. Аляскинское замлетрясение 1964 года магнитудой 9,2 было самым сильным в истории Северной Америки и второе по силе, когда-либо зарегистрированное. Хотя землетрясения на Аляске происходят часто, они, как правило, локализованы в море.

## Повторные толчки

Магнитуда землетрясения близ Анкориджа в 2018 году и повторных толчков.

Карта землетрясения близ Анкориджа в 2018 году и повторных толчков.

В течение дня было зарегистрировано более 80 повторных толчков, из которых по крайней мере три были магнитудой более 5,0.

## Последствия

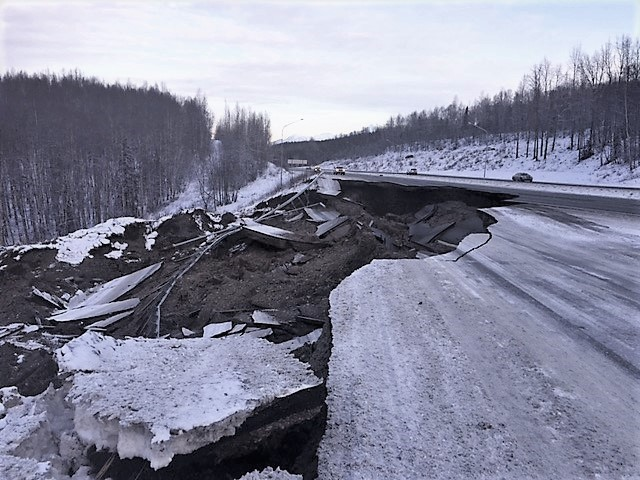
Повреждения Гленновской автодороги.

Землетрясение вызвало сильные разрушения нескольких зданий и автодорожной развязки близ Международного аэропорта Анкориджа. Погибших не было.
Четыре аэропорта были закрыты на посадку, включая аэропорт Анкориджа, аэропорт Адак, аэропорт Меррил-Филд и аэропорт военной базы Эльмендорф-Ричардсон.
Сильно пострадала инфраструктура Анкориджа, включая автодорогу, многоярусные автодорожные развязки, светофоры. Работа Аляскинской железной дороги также была прекращена из-за многочисленных повреждений операционных центров и неизвестного состояния железнодорожной сети.

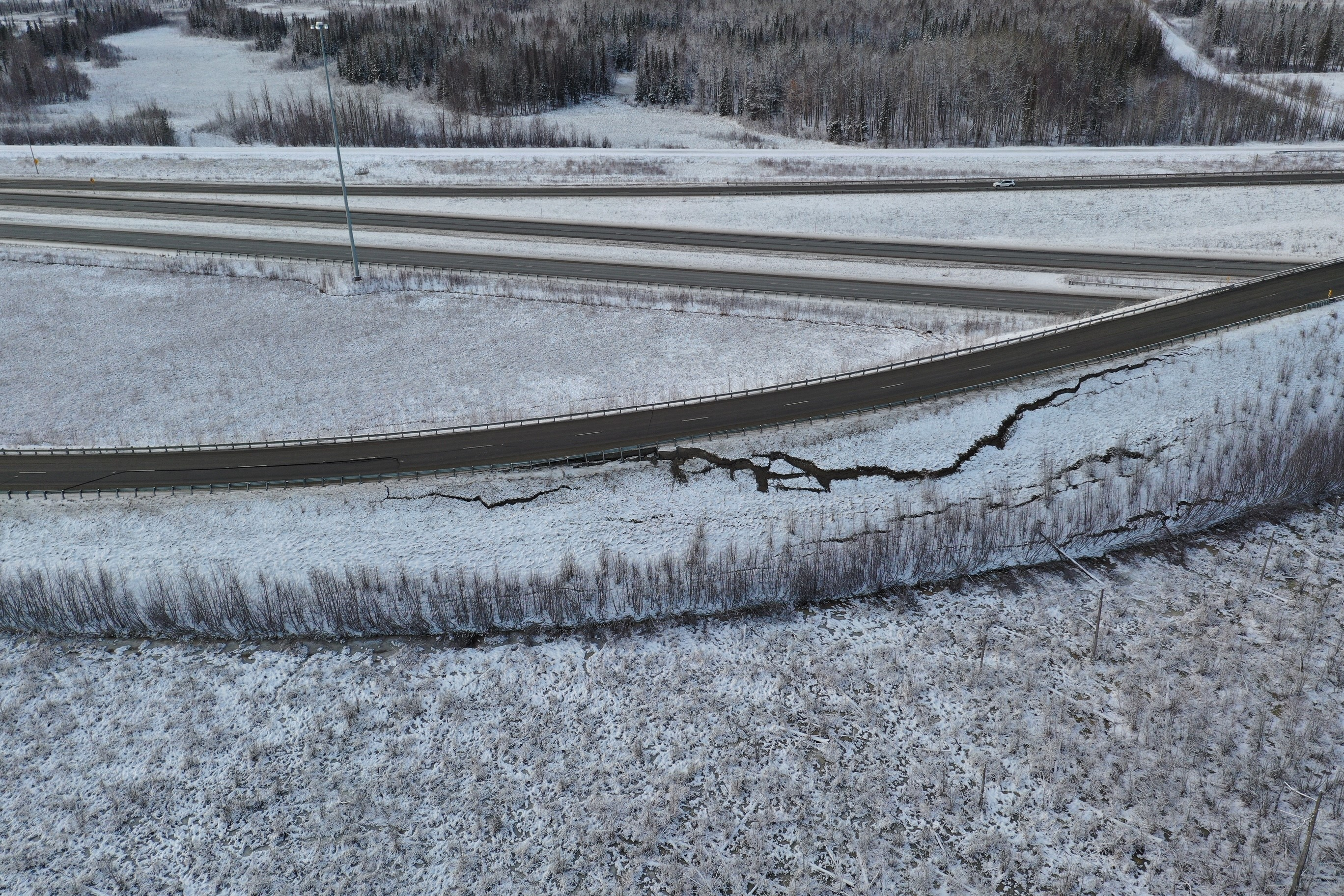
Повреждения у Палмера.